# Mulline
Mulline is een spookdorp in de regio Goldfields-Esperance in West-Australië.
Het maakt deel uit van het lokale bestuursgebied (LGA) Shire of Menzies, waarvan Menzies de hoofdplaats is.

## Geschiedenis
Midden de jaren 1890 werd goud gevonden in de streek. Het aantal goudzoekers en mijnwerkers was voldoende om er een dorp te ontwikkelen. In 1897 werd Mulline officieel gesticht. Het kreeg de Aboriginesnaam van een nabijgelegen rots.
In 1898 of 1899 plaatste de overheid er een ertsverwerkingsmachine die een honderdtal locaties waar naar goud werd gedolven bediende. De belangrijkste goudmijn in de buurt was de 'Lady Gladys'. Er werd van 1898 tot 1911 goud werd gedolven. In 1910 waren in Mulline twee hotels actief. Later bleef er van het dorp op wat fundamenten en stenen muurtjes na niets meer over.

## Ligging
Mulline ligt 710 kilometer ten oostnoordoosten van de West-Australische hoofdstad Perth, 188 kilometer ten noordnoordwesten van het aan de Goldfields Highway gelegen Kalgoorlie en 40 kilometer ten westen van Menzies.

## Klimaat
Mulline kent een warm woestijnklimaat, BWh volgens de klimaatclassificatie van Köppen.